# 鹿児島中央郵便局
鹿児島中央郵便局（かごしまちゅうおうゆうびんきょく）は、鹿児島県鹿児島市にある郵便局である。民営化前の分類では集配普通郵便局であった。局番号は78001。

## 概要
住所：〒890-8799 鹿児島県鹿児島市中央町1-2
- ゆうちょ銀行鹿児島店は、鹿児島東郵便局に設置され、当局は銀行代理店となった。

### 分室
現在はなし。

#### かつて存在した分室
- 竹島分室 (78001A) （北緯30度48分49.9秒 東経130度25分2.9秒） - 郵便・貯金関連業務のみ取扱（ゆうちょ銀行ATMは設置されていない）...2017年7月10日に、廃室され、竹島簡易郵便局 (78868) に転換された。簡易郵便局化後は、保険業務が追加された[1]。
- 黒島分室 (78001B) （北緯30度50分7.7秒 東経129度57分21秒） - 郵便・貯金関連業務のみ取扱（ゆうちょ銀行ATMは設置されていない）...2017年7月24日に、廃室され、大里簡易郵便局 (78869) に転換された。簡易郵便局化後は、保険業務が追加された[2]。
- 貯金事務センター内分室 (78001C) - 当初の名称は貯金局内分室。1990年（平成2年）に廃止された。
- 県庁内分室 - 1951年（昭和26年）に鹿児島東郵便局に移管された。

## 沿革
- 1872年8月4日（明治5年7月1日） - 鹿児島郵便取扱所として開設[3]。
- 1873年（明治6年）4月1日 - 鹿児島郵便役所となる。
- 1875年（明治8年）1月1日 - 鹿児島郵便局（二等）となる。翌日より為替取扱を開始。
- 1878年（明治11年） - 貯金取扱を開始。
- 1885年（明治18年）7月1日 - 電信取扱を開始。
- 1889年（明治22年）7月16日 - 鹿児島郵便電信局となる。
- 1903年（明治36年）4月1日 - 通信官署官制の施行に伴い鹿児島郵便局となる。
- 1944年（昭和19年）12月15日 - 郵便局で取扱う電話通話事務を除く電話事務を鹿児島電話局に移管[4]。
- 1948年（昭和23年）7月1日 - 鹿児島市山下町の鹿児島県庁構内に県庁内分室を設置[5]。
- 1949年（昭和24年）6月21日 - 大島郡十島村（じっとうそん、当時。現在は鹿児島郡三島村）に竹島分室、黒島分室を設置。
- 1951年（昭和26年）3月16日 - 鹿児島市山下町から同市武町に移転すると共に、県庁内分室を同日設置された鹿児島東郵便局に移管。
- 1953年（昭和28年）5月11日 - 鹿児島市武町に貯金局内分室を設置。
- 1956年（昭和31年）12月1日 - 当局ならびに貯金局内分室において、電話通話および和文電報受付事務の取扱を開始。
- 1968年（昭和43年）5月27日 - 鹿児島中央郵便局に改称。
- 1984年（昭和59年）7月1日 - 貯金局内分室を貯金事務センター内分室に改称。
- 1990年（平成2年）4月29日 - 貯金事務センター内分室を廃止。
- 1992年（平成4年）8月3日 - 外国通貨の両替および旅行小切手の売買に関する業務取扱を開始。
- 2005年（平成17年）10月 - ゆうパックの区分業務を熊本北郵便局（熊本県菊池郡菊陽町）に移管。
- 2007年（平成19年）3月12日 - 口之島郵便局（〒891-5199→〒891-5101）、中之島郵便局（〒891-5299→〒891-5201）、宝島郵便局（〒891-5399→〒891-5301）から集配業務を移管[6]。
- 2007年（平成19年）10月1日 - 民営化に伴い、併設された郵便事業鹿児島支店に一部業務を移管。
- 2008年（平成20年） - 郵便事業鹿児島支店が統括する牛根集配センター（垂水市）を廃止。取扱業務を大隅垂水集配センターに引継ぐ。
- 2012年（平成24年）10月1日 - 日本郵便株式会社の発足に伴い、郵便事業鹿児島支店を鹿児島中央郵便局に統合。
- 2015年（平成27年）8月27日 - 霧島市隼人小田へ鹿児島中央郵便局にある、物流センターを移設する方針を発表。
- 2017年（平成29年）7月10日 - 竹島分室が局種変更し、竹島簡易郵便局になる[1]。
- 2017年（平成29年）7月24日 - 黒島分室が局種変更し、大里簡易郵便局になる[2]。
- 2017年（平成29年）8月14日 - 地域区分業務を鹿児島郵便局（霧島市）に移管[7]。

## 取扱内容
- 郵便、印紙、ゆうパック、内容証明
- 貯金、為替、振替、振込、国際送金、外貨両替・トラベラーズチェック、国債、投資信託 - 平日18時まで営業。
- 生命保険、バイク自賠責保険、自動車保険、変額年金保険、がん保険、引受条件緩和型医療保険 - 平日18時まで営業。
- 地方公共団体事務（鹿児島市電車バス回数券、かごしま共通乗車カード「RapiCa」の販売）
- ゆうちょ銀行ATM
- 鹿児島市の一部および鹿児島郡（三島村・十島村）内全域（〒890-xxxx、891-51xx、891-52xx、891-53xx）の集配業務
- ゆうゆう窓口
- 那覇中央郵便局発着の船便コンテナ(陸送扱)の、パレット積み降ろし業務。

尚、区分は鹿児島郵便局にて行う。

## 周辺
- アミュプラザ鹿児島
- キャンセビル（イオン鹿児島中央店）
- 甲突川

## アクセス
- JR九州新幹線・鹿児島本線 鹿児島中央駅（東口）より徒歩約7分
- 鹿児島市電 鹿児島中央駅前電停より徒歩約7分、高見橋電停より徒歩約6分
- 鹿児島市営バス、JR九州バス、鹿児島交通、南国交通、鹿児島市コミュニティバス 鹿児島中央駅前停留所下車
- 九州自動車道 鹿児島IC、南九州自動車道 鹿児島西ICから東へ約3.5km
- 駐車場あり：23台